# 팀 이엑
팀 이엑(포르투갈어: TIM IEC, 중국어: 澳門添益體育會)은 마카오의 축구단이다. 현재 세군다 디비장 드 마카오에 참가하고 있다.

## 선수 명단

### 현역
참고: FIFA 자격 규정에 따라 소속된 국가대표팀 국기를 표시합니다. 선수는 복수의 FIFA 비회원국 국적을 가지고 있을 수 있습니다.
| 번호 | 포지션 | 국적   | 이름     |
| ---- | ------ | ------ | -------- |
| 8    | FW     | 마카오 | 호만호우 |
| 31   | MF     | 마카오 | 탕후파이 |

| 번호 | 포지션 | 국적 | 이름 |
| ---- | ------ | ---- | ---- |